# 外利島

外利島在島嶼灣的位置

外利島（英語：Outer Lee Island），是南極洲的島嶼，位於英國海外領土南喬治亞島，處於別林斯高晉角西北面2.8公里的島嶼灣，由美國鳥類學家繪入地圖。